# Kvevli Station
Kvevli Station (Kvevli stasjon) var en jernbanestation på Urskog–Hølandsbanen, der lå i Sørum kommune i Norge.
Stationen åbnede 16. november 1896, da den første del af banen fra Bingsfoss til Bjørkelangen blev taget i brug. Den blev nedgraderet til holdeplads 3. marts 1958. Stationen blev nedlagt sammen med banen 1. juli 1960.
Stationsbygningen blev opført i 1896 efter tegninger af Günther Schüssler. Den er nu revet ned, ligesom sporene på stedet er fjernet.